# Gouverneurswahlen in den Vereinigten Staaten 1991

In Kentucky (dunkelblau) stellte die Demokratische Partei weiterhin den Gouverneur, in Louisiana (hellblau) errang sie das Amt von den Republikanern zurück. In Mississippi (rot) gab es statt eines demokratischen nun einen republikanischen Gouverneur.

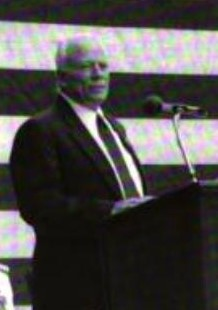
Der Republikaner Kirk Fordice wurde zum Gouverneur von Mississippi gewählt.

Die Gouverneurswahlen in den Vereinigten Staaten 1991 fanden am 5. November 1991 statt. Gewählt wurde in den Bundesstaaten Kentucky, Louisiana und Mississippi. Während in Kentucky und Louisiana die Kandidaten der Demokratischen Partei siegten, erhielt Mississippi erstmals nach 115 Jahren wieder einen republikanischen Gouverneur.

## Louisiana
Das größte Augenmerk lag wie schon vier Jahre zuvor auf der Wahl in Louisiana. Hier war Buddy Roemer als Demokrat zum Gouverneur gewählt worden, dann aber während der Amtsperiode zu den Republikanern gewechselt. Zur Anwendung kam wieder das Prinzip der Jungle Primary, der gemeinsamen Vorwahl, bei der mehrere Vertreter einer Partei kandidieren können. Im Gegensatz zu den Vorjahren hatten sich die Verhältnisse diesmal allerdings umgekehrt. Hatte es zuvor in der Regel mehrere starke demokratische Bewerber gegeben, die sich gegenseitig die Stimmen wegnahmen, galt dies nun für das republikanische Kandidatenfeld. Neben Roemer und dem Kongressabgeordneten Clyde C. Holloway trat hier David Duke an, Abgeordneter im Repräsentantenhaus von Louisiana und vormals Grand Wizard des Ku-Klux-Klan. Bei den Demokraten musste der ehemalige Gouverneur Edwin Edwards, der vier Jahre zuvor als Amtsinhaber auf die Stichwahl gegen Buddy Roemer verzichtet hatte, dagegen keinen innerparteilichen Konkurrenten fürchten.
Das Ergebnis der Primary am 19. Oktober war eine Überraschung: David Duke errang die Mehrheit in 31 der 64 Parishes von Louisiana, Edwards in 26, Roemer lediglich in sieben. Beim Stimmenanteil lag Edwards (33,8) vor Duke (31,7), womit es zu einer Stichwahl zwischen beiden kam. Amtsinhaber Roemer schied als Dritter mit 26,5 Prozent der Stimmen aus, ebenso Clyde Holloway (5,3). Die Möglichkeit, dass das ehemalige führende Klan-Mitglied Duke Gouverneur werden könnte, erregte weltweite Aufmerksamkeit. Mit Buddy Roemer und David C. Treen erfuhr Edwards die Unterstützung seiner beiden republikanischen Gegenspieler der Vorjahre; auch US-Präsident George Bush ließ verlauten, er halte Edwards für die bessere Alternative. Die überparteiliche Unterstützung sorgte letztlich dafür, dass der Demokrat mit 61,2 Prozent der Stimmen gewann und seine vierte Amtszeit als Gouverneur antreten konnte.

## Mississippi
Einen Machtwechsel gab es auch in Mississippi. Als erster Gouverneur nahm Ray Mabus die von seinem Vorgänger William Allain in die Verfassung eingebrachte Möglichkeit wahr, nach einer Amtsperiode erneut zu kandidieren. Geschichte schrieb er jedoch nicht damit, dass er diese zweite Amtszeit absolvierte, sondern mit der ersten Niederlage eines Demokraten bei der Gouverneurswahl seit dem Jahr 1874. Mit 47,6 Prozent der Stimmen verlor er gegen den republikanischen Herausforderer Kirk Fordice, einen zuvor politisch unerfahrenen Geschäftsmann, der 50,8 Prozent erhielt.

## Kentucky
In Kentucky war es Gouverneur Wallace G. Wilkinson verfassungsgemäß nicht möglich, erneut zu kandidieren. An seiner Stelle nominierten die Demokraten den zuvor vier Jahre lang als Vizegouverneur amtierenden Brereton Jones. Dieser errang mit 64,7 Prozent der Stimmen einen sehr deutlichen Sieg gegen den Republikaner Larry Hopkins, ehemals Abgeordneter im US-Repräsentantenhaus.